# Избори за предсједника Републике Српске 2014.
Избори за предсједника Републике Српске 2014. одржани су 12. октобра као дио општих избора у БиХ. За предсједника је изабран Милорад Додик, а за потпредсједнике Рамиз Салкић и Јосип Јерковић. Број важећих гласова био је 668.528 (94,61%), а неважећих 38.108 (5,39%). Од укупног броја важећих гласова, на редовним бирачким мјестима било их је 645.189 (96,51%), поштом 17.444 (2,61%), у одсуству, путем мобилног тима и у ДКП 5.064 (0,76%), те на потврђеним гласачким листићима 831 (0,12%).

## Резултати
| Кандидат              | Политички субјекат                      | Број гласова | %      | Изабран / Није изабран |
| --------------------- | --------------------------------------- | ------------ | ------ | ---------------------- |
| Милорад Додик         | СНСД — ДНС — СП                         | 303.496      | 45,39  | Предсједник            |
| Огњен Тадић           | Савез за промјене                       | 296.021      | 44,28  | није изабран           |
| Рамиз Салкић          | Коалиција Домовина                      | 24.994       | 3,63   | Потпредсједник         |
| Сејфудин Токић        | Странка демократске активности          | 11.312       | 1,69   | није изабран           |
| Драгомир Јовичић      | Странка праведне политике               | 7.569        | 1,13   | није изабран           |
| Енес Суљкановић       | Социјалдемократска партија БиХ          | 6.809        | 1,02   | није изабран           |
| Јосип Јерковић        | ХДЗ БиХ — ХСС — ХКДУ — ХСП ХБ           | 6.562        | 0,98   | Потпредсједник         |
| Емил Влајки           | Партија економске и социјалне правде    | 3.202        | 0,47   | није изабран           |
| Амир Хорић            | Босанскохерцеговачка патриотска странка | 2.216        | 0,33   | није изабран           |
| Санда Стојаковић      | Комунистичка партија                    | 959          | 0,14   | није изабрана          |
| Владан Марковић       | Независни кандидат                      | 948          | 0,14   | није изабран           |
| Милко Стојановић      | Независни кандидат                      | 873          | 0,13   | није изабран           |
| Иво Блажановић        | Демократска странка инвалида БиХ        | 812          | 0,12   | није изабран           |
| Младен Нешковић       | Независни кандидат                      | 783          | 0,11   | није изабран           |
| Сенад Бешић           | Независни кандидат                      | 754          | 0,11   | није изабран           |
| Самир Палић           | Социјалдемократска унија БиХ            | 605          | 0,09   | није изабран           |
| Тома Седло            | Странка правде и повјерења              | 582          | 0,08   | није изабран           |
| Индира Мухаремовић    | Прва странка                            | 565          | 0,08   | није изабрана          |
| Ченај Петрит          | Независни кандидат                      | 166          | 0,02   | није изабран           |
| Укупно важећи гласови | Укупно важећи гласови                   | 668.528      | 100,00 | -                      |
| Неважећи гласови      | Неважећи гласови                        | 38.108       | -      | -                      |
| Извор: ЦИК            |                                         |              |        |                        |